# 李遠哲

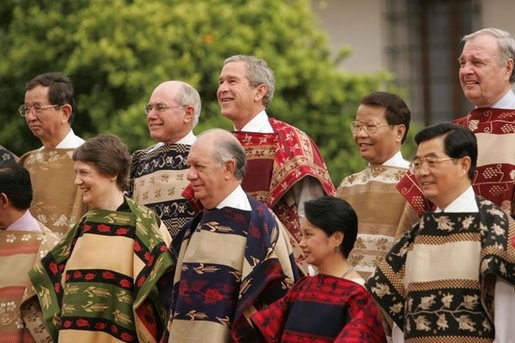
代表中華台北出席APEC會議的李遠哲（左上第一位）

李遠哲（英語：Yuan-Tseh Lee，1936年11月19日—），出生于日治台灣新竹州新竹市（今新竹市東區），臺灣化學家，美国加利福尼亞大學柏克萊分校榮譽教授。1986年與达德利·赫施巴赫、约翰·查尔斯·波拉尼共同獲得诺贝尔化学奖，也是第一位出生及成長於臺灣的诺贝尔奖得主。
李遠哲是中央研究院院士、日本学士院名譽會員，曾任中央研究院院長（1994年—2006年）、國際科學理事會會長（2011年—2014年）、名古屋大學高等研究院名譽會長、中華民國總統府資政。

## 家族
李遠哲的父親是畫家李澤藩，出生於新竹市武昌街，畢業於台北師範學校；母親蔡配是小學教師，出生於臺中大肚中堡梧棲港街，畢業於彰化女中。李遠哲與太太吳錦麗（Bernice Wu Chin-li）在小學時相識，他們育有兩子一女：長子李以群（Ted，1963年出生，新聞業）、次子李以欣（Sidney，1966年出生，醫師）、長女李以旋（Charlotte，1969年出生，社會學家）。兄長李遠川為美國約翰霍普金斯大學教授，中央研究院院士。小弟李遠鵬為新竹國立交通大學教授，中央研究院院士。小妹李季眉為國立中興大學環境工程學系教授，曾任國立中興大學副校長。

## 早年
少年
1936年11月19日，李遠哲出生於新竹州新竹市，父親李澤藩是知名畫家，小時候曾有一段躲避空袭在鄉間生活的經歷。1943年進入新竹公學校，曾參加學校棒球隊及乒乓球隊。1949年進入省立新竹中學，是網球校隊隊員，也在學校樂團演奏長號。
求學經歷
新竹中學畢業後，李遠哲在1955年保送進入國立臺灣大學化工系，次年轉入化學系。受到同寢室室友張昭鼎學長的影響，開始對物理化学感到興趣。當時化學系並沒有安排很多物理方面的課程，張昭鼎便安排了一個暑假與李遠哲在宿舍中研讀热力学。李遠哲亦去物理系修了电磁学。李的學士論文由化學系講師鄭華生指導，研究用紙电泳分離锶與钡。

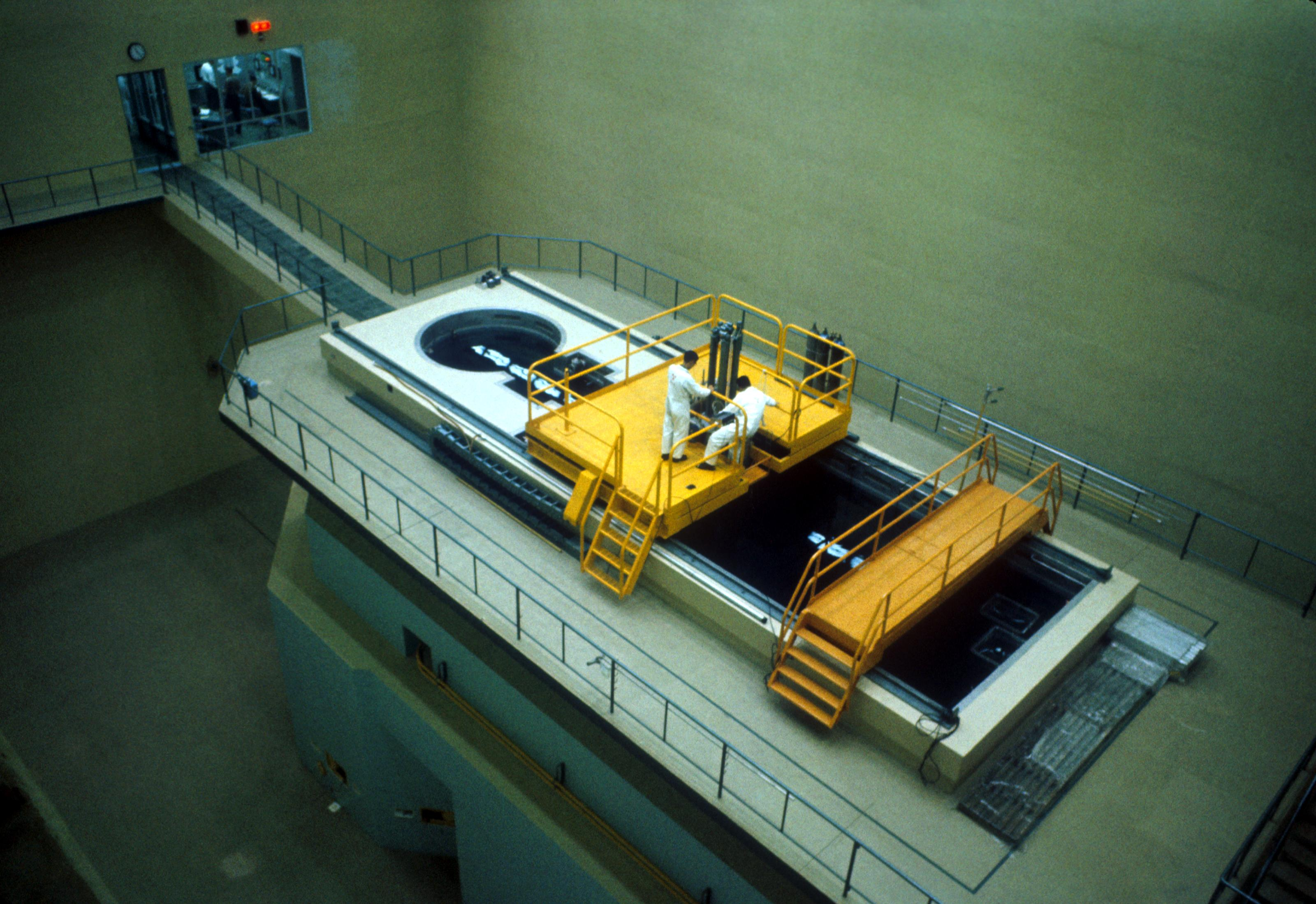
1962年完工的清華大學水池式反應器（原子爐）

1959年畢業於國立臺灣大學，之後因為被新竹國立清華大學興建中的原子爐及加速器等設備吸引，1959年進入國立清華大學原子科學研究所放射化學組碩士班。論文由東京大學化學系教授浜口博（H. Hamaguchi）教授指導，研究溫泉沉積物礦質北投石含有的天然放射性同位素。1961年，李遠哲續留清大，擔任助教一年。1962年赴美国加利福尼亞大學柏克萊分校就讀化學系博士班，論文由馬漢（Bruce Mahan）教授指導，研究電子激發的鹼金屬原子的化學離化過程（chemiionization processes of electronically excited alkali atoms）。在此期間，李遠哲逐漸對離子-分子間作用以及分子散射的動力學（ion-molecule reactions and the dynamics of molecular scattering），尤其是利用交叉分子束方法研究反應動力學（crossed molecular beam studies of reaction dynamics），產生興趣。
1965年取得博士學位。

## 學術生涯

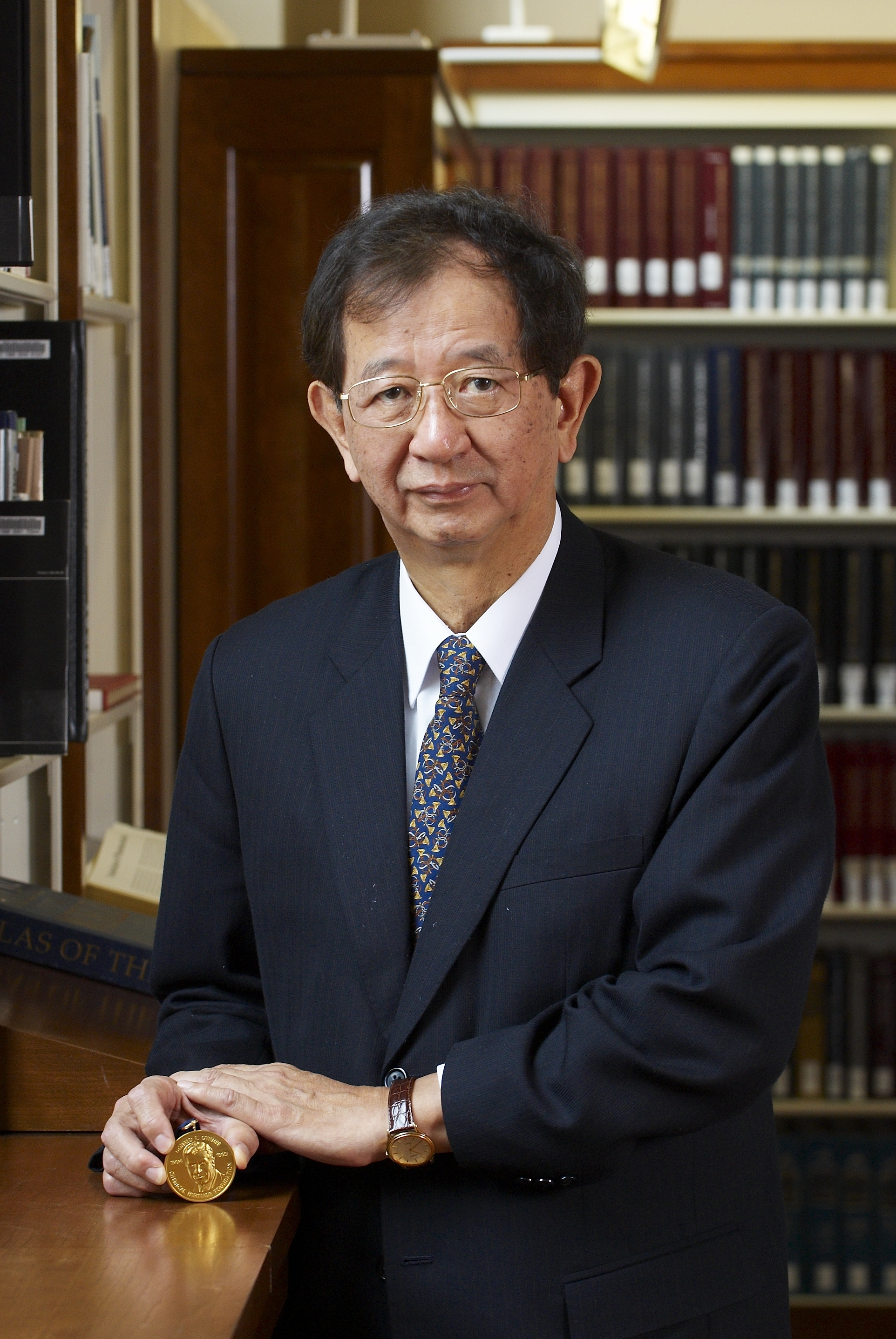
李遠哲先生與Othmer Gold Medal獎章合照（攝於2008年5月15日）

1967年，李遠哲前往哈佛大学在达德利·赫施巴赫的指導下進行博士後研究。赫施巴赫讓兩位研究生跟隨李遠哲精巧的構想與設計工作，不到兩年期間組裝完成了世界上第一部交叉分子儀。拓展了交叉分子束法的應用範圍，同時也在物理化學領域上，開拓了一個全新的研究領域。赫施巴赫後來還因此多次誇稱李遠哲為「物理化學界的莫札特」。
1968年李遠哲離開哈佛大學，應聘至芝加哥大学，任化學系及佛蘭克研究所（James Franck Institute）助理教授，1971年10月升為副教授。1972年，返台擔任清華大學客座教授半學年。1973年1月，升為正教授。1974年應聘至加利福尼亞大學柏克萊分校與劳伦斯伯克利国家实验室，同年成為美國公民。
1984年返台協助籌辦中央研究院原子與分子科學研究所。1986年以中華民國及美國雙重國籍身份獲得诺贝尔化学奖。1987年5月，與李政道一同應邀到北京會見鄧小平。
1994年1月15日，放棄美國國籍，回到台灣接替吳大猷擔任中央研究院院長。
創辦原分所
1982年7月，甫當上中央研究院院士的李遠哲，在第十五次院士會議提案成立一所能夠整合分子物理學與物理化學研究的機構。其構想得到吴大猷、吴健雄及海外華人科學家，如沈元壤、浦大邦及林聖賢等人的支持。於是當年9月中央研究院原子與分子科學研究所（簡稱「原分所」）籌備處即成立，由張昭鼎擔任籌備處主任。
研究所設立於台灣大學的校園內，成立初期主要的研究方向以反應動態學與光學頻譜、尖端材料與表面科学、生物物理学與分析技術、原子物理学與光学等四個領域為主軸。
1980年代末期至1990年代初，原分所延攬近二十位青年科學家回國服務並引起關注。該研究機構成立後在表面物理、雷射光學、反應動態學及大气化学等等領域，屢有突破性的研究成果發表。
2000年3月13日，發表辭去中央研究院院長職務；不久接受時任總統陳水扁挽留及續任。2002年4月15日，出任拉曼大学国际顾问委员会成员之一。
2006年4月，中研院評議會通過組織規程修訂，諾貝爾獎級學者聘用為「特聘研究員」，可不受年齡限制，曾引起輿論關注。10月19日，中央研究院院長任期屆滿，由翁啟惠接任。
2008年當選國際科學理事會 (ICSU)會長。任期自2011年開始。2011年11月，擔任日本沖繩科學技術大學院大學理事會會員。2012年9月11日至15日，應蒙古國立大學校長TUMUR-OCHIR Sanjbegz之邀訪問蒙古，訪問期間除接受蒙古國立大學頒贈榮譽博士學位外，並發表題為"Sustainability of Human Society"及"Dynamics of Chemical Reactions and Photochemical Processes"兩場演講。2012年10月17至20日，受巴拿馬第14屆國家科技會議之邀，發表開幕演講，並榮獲巴拿馬頒授「Manuel Amador Guerrero（大十字勳章）」。
2015年12月31日，李遠哲自中研院原子所退休，依中研院規定辦理退休，並按照一般研究人員相同本薪請領「一次退休金」153萬9175元、「公保養老給付」58萬6093元，放棄十八趴優惠存款。
2016年4月27日，中研院副院長王汎森解釋，李前院長卸任院長時領250萬元的退休金，一年多以前卸任特聘研究員又領150萬元，總計400萬元，沒有月退俸當然也沒有外傳50萬元的月退休金。。現為終身特聘研究員。

## 參與政治
- 1998年臺北市長選舉前，媒體報導影射他支持陳水扁競選市長連任，當時他接到匿名信，恐嚇在選舉結束後會殺光他們一家人；選後隔天，鄰居看到有人想闖進中研院長官邸，打電話向警衛通報，管委會主委一個月後才告訴李遠哲夫婦[24]。
- 1999年，發生921大地震，當時的行政院院長蕭萬長，大力邀請李遠哲擔任九二一災後重建民間諮詢團團長[25]。隔年，諮詢團向行政院建議，儘速成立跨部會的國家級技術諮詢及支援小組，以整合各相關單位並提供專業支援，處理九二一震災災區的九份二山、新草嶺潭、九九峰等三大崩塌區災後防災及整體整治計畫的建議。建議報告提出後， 諮詢團隨即解散。
- 2000年中華民國總統大選投票前不久，李遠哲在3月5日公開發表《向上提升或向下沉沦》，後來又在3月10日組成國政顧問團公開支持陳水扁，為選戰投下震撼彈，被認為是陳水扁獲勝的主因之一；當年田弘茂告誡李遠哲：「不要插手政治；你要是插手，一九九八年發生這種事，不愉快的事情會再發生。」
- 2002至2004年，任亞太經合會中華臺北領袖代表。
- 2002年李遠哲對國防軍事改革方面提出意見，建議除全面募兵，應要實行大幅裁軍提倡精兵策略，納入國防部戰略參考。[26]。

## 獲獎與榮譽
- 美國人文與科學學院院士（Fellow, American Academy of Arts and Science），1975年
- 美國國家科學院院士，1979年
- 中央研究院院士，1980年（數理組，第十三届）
- 中國科學院化學研究所名譽研究員，1980年
- 美國國家科學獎章，1986年
- 諾貝爾化學獎，1986年[註 2]
- 日本学士院客員，2007年1月[註 3]
- 天主教宗座科學院院士，2007年10月9日

## 言論及其他

### 參與教育改革
李遠哲在1994年9月應行政院院長連戰邀請，擔任行政院教育改革審議委員會召集人。教改會是行政院特設部會，其成員為無給職。教改會的初衷是想藉助李遠哲的聲望，來凝聚社會各界對教育改革議題的共識。當任務期滿，教改會提出一份教育改革諮議報告書，供行政院做為施政的參考。1996年12月任務完成後，教改會便自動解散。
2002年，李遠哲擔任行政院首席科技顧問，認為高等教育成效不理想，於是提議增設高教審議委員會，隨後並擔任委員會召集人，將教改重心從中小學轉至高等教育。2005年，李遠哲主持會議，公布五年五百億獲獎學校。
2005年10月13日上午，李遠哲出席立法院科資委員會，進行施政報告並備詢；他在接受無黨籍立法委員同時也是歷史學家的李敖質詢時指出，現在的執政者有二點作得不好：第一，是政策的精準度不足；也就是說，政策形成太過粗糙。另外一點，就是有些人的操守要更好才對。因為這兩點民進黨沒有作得更好，讓他感到失望。李遠哲認為：總統陳水扁如果要改革，就要真的好好推動，這才是老百姓希望看到的事。這是李遠哲首度表達對民進黨執政的不滿。李遠哲同時在答覆李敖對教改，沒能緩解升學壓力而在立法院公開道歉。原文如下：

- 李遠哲院長：這10年來，我雖然沒能影響的教改工作，但我仍在努力。如最近高中分流，這將會變成分級制度，每個人……
- 李敖委員：對不起，我必須打斷你的話。我是問，你有沒有需要向我們認錯的事？這10年來，有沒有做錯嚴重的事，需要認錯？還是說10年來，我李遠哲所做的，沒有一件是錯的？
- 李遠哲院長：我做的事當然有錯。
- 李敖委員：請告訴我們是哪一件？
- 李遠哲院長：沒能緩解升學壓力，反而加深了。
- 李敖委員：要不要向我兒子及女兒道歉？要不要讓小朋友看看，我們的社會中有這樣一個偉大的人，知過必改，願意認錯？請問院長願不願意認錯？
- 李遠哲院長：我願意向各位道歉，因為社會對教改會有太大的期待，而不瞭解：其實教改會所能做的，只是將諮議報告書提交給行政院，之後我無法著力。但社會對教改會有這麼大的期待，而我卻沒能做到，這點我需要道歉。

2006年10月9日，李遠哲在接受台灣《聯合報》專訪時，承認：「大家對教育確實有很多不滿。但這十多年來，很多人受到誤導，認為教改會要負責；其實教育是大家一直要改革、討論的，要經年累月檢討，方向不對就要改進。」同時，對於台灣教育的問題，李遠哲說：「最大問題出在，大家盲目相信筆試才公平；所以高中老師應該幫忙學生作生涯規劃，就做得非常差，讓補習班可以營利。我不是說筆試沒用，但筆試成績只是人的才華之中一個微小的部分，結果年輕人就在這種環境下掙扎。台灣的教育這幾年已經有不少進步，例如老師教學自主，或是國小學生生活非常活潑；但『升學考試帶動的教學』還需要改善。」
410教改施行已多年，迄今爭議不斷，外界大多認為前中研院長李遠哲要負起最大的責任。但李於2024年7月9日接受網路媒體專訪時再度論及此事，直言廣設高中大學政策，是來自於曾經任教於台大數學系教授的黃武雄建議，李表示，外界長期將廣設大學一事怪到他頭上，他則反駁，「其實教改會成立在410民間教改團體遊行之後，而當時台大數學系教授黃武雄提出，政府應用經費辦好高教，讓私校升等專科，這樣能夠招到很多學生」他無奈表示，廣設大學的建議明明是黃武雄提出來，但是最後卻最後罵到他頭上 ； 黃尚未對此事做出回應。

### 臺獨四大天王
2019年，在中共中央總書記習近平發佈「習五條」後，總統府資政吳澧培、前總統府資政彭明敏、長老教會牧師高俊明、前中研院院長李遠哲等「臺獨四大天王」，登報要求蔡英文總統交出行政權，此動作被外界認為是為2020年賴清德的總統大選鋪路。但此舉日後被認爲是蔡英文和民進黨在2018縣市長選舉後從頹勢走且民調回升的重要轉折點。

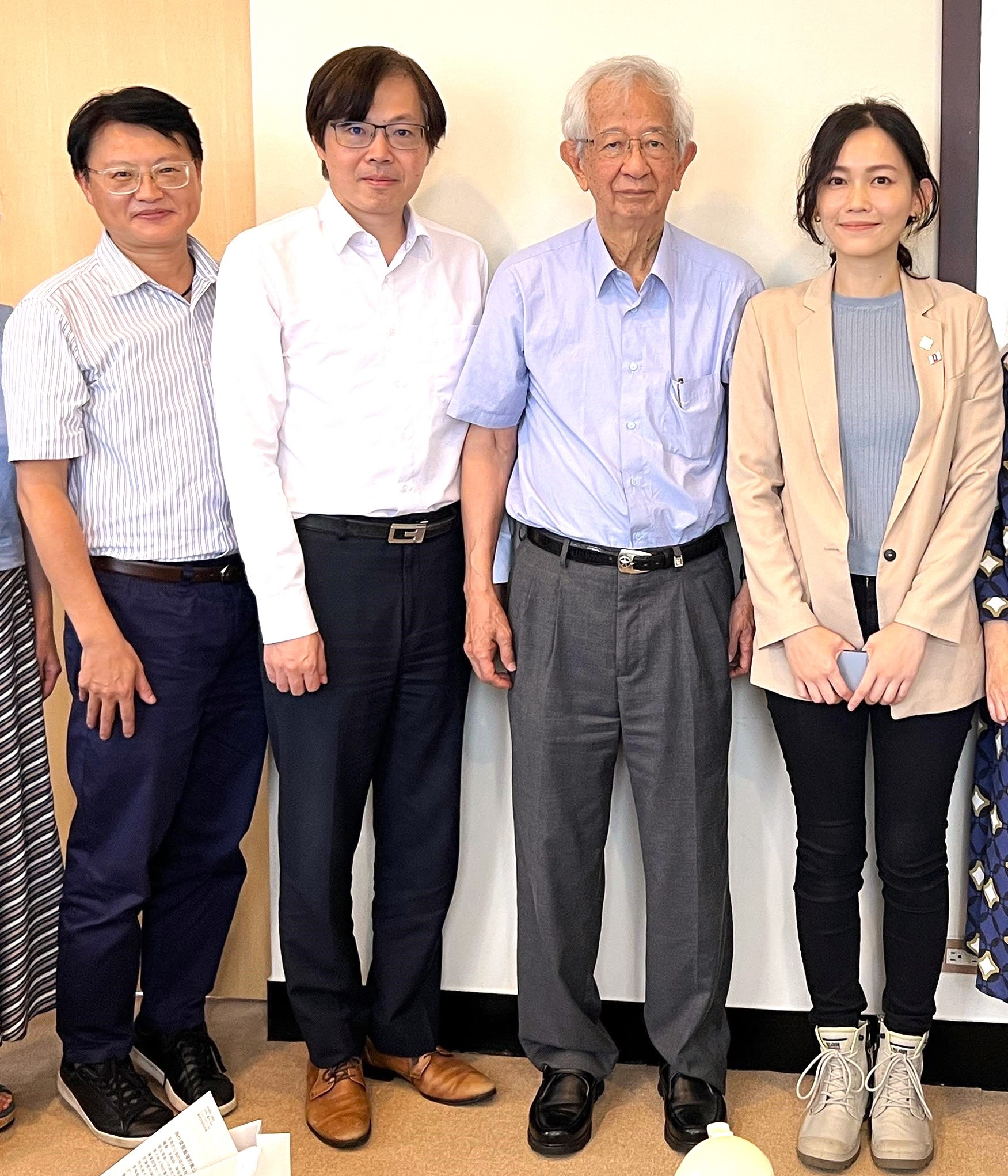
中央研究院前院長李遠哲（右二）支持台灣基進，與主席王興煥（左二）、前主席陳奕齊（左一）、臺北黨部主任委員吳欣岱（右一）

2022年10月12日，李遠哲接受震傳媒影音節目《新聞不芹菜》專訪時說，民進黨二度執政，卻沒有把為人民服務的理想當成重要的事情，「只關心下一次的選舉、還有自己的利益」；同時承認，「民進黨走的路讓人看不慣，甚至動用網軍」，他對這部分非常在意。李遠哲認為，蔡英文應該對民眾表明，為了下一代好，人們都得減少需求，而不是一直追求經濟成長。李遠哲說，他曾找蔡英文討論溫室氣體排放議題，蔡英文卻只回覆「2024年後不是我的事」；而且只要總統府資政講對蔡英文有意見的事情，下次蔡英文就會把他換掉。10月13日，台灣民眾黨主席柯文哲表示，李遠哲跟他是三代交情，「其實這些話我早就聽過了，只是他自己講出來」。台灣維新召集人蘇煥智表示，李遠哲說的親身見證格外有說服力，民進黨人士與網路上特定帳號卻攻擊李遠哲、將李遠哲抹紅為親中共人士；蔡英文與民進黨面對不同意見與批評，應該深自檢討、自我反省，而不是聽而不聞、甚至放縱網軍抹紅抹黑異見人士與批評者。

### 其他
- 美國物理化學家Sylvia T. Ceyer，在2006年美国国家科学院院士會議上，曾公開發表「美國的化學動態學研究遠遠不及台灣......」言論[43]，其言論反映了九〇年代中研院原分所在相關領域的前瞻性和權威性。
- 2006年6月2日，李遠哲指出：歷史一直在驗證英國阿克頓勳爵的名言「權力使人腐敗，絕對的權力使人絕對的腐敗」，海內外就有不少例子；因此不論誰當政，於城於國，都要謹記這兩句名言，時時自我警惕。他又表示，每個人的行為都是過去幾十年教育促成；現在大家只看考試得幾分，大學也主要靠考試招生，道德修養都不考慮，這會有問題的。[44]
- 2007年5月22日，出任《台灣大百科全書》，總監修。
- 2008年1月21日，日本《產經新聞》報導，李遠哲不後悔曾經挺扁，但因為對陳水扁人格瑕疵感到失望，公開呼籲謝長廷與陳水扁切割[45]。
- 2008年3月21日起，擔任T3大學聯盟召集人、諮詢委員會委員。
- 2009年6月21日，鑑於台灣司法濫用羈押權，蔡英文串聯李遠哲等人，聲明保障人權，停止延長羈押陳水扁[46]。
- 2012年1月10日，李遠哲及學術界人士連署聲明，宇昌案給科學工作者很深感觸，生技本無色，但選舉政治正踐踏生技幼苗，宇昌案是很好的生技成功典範，卻難逃政治抹黑。為民進黨總統候選人蔡英文的人格及宇昌案背書[47]。
- 2013年8月8日父親節，與台灣環境保護聯盟創會會長施信民、導演小野、魏德聖、楊雅喆、作家劉黎兒及棋士夫婿王銘琬、藝人蔡康永、作家九把刀的父親「刀爸」柯毓彬、台灣聯合國協進會理事長羅榮光等一群爸爸們組成「爸爸非核陣線」共同參與臺灣反核四運動。[48]
- 2014年5月30日，受邀至 TEDxTaipei 演講，對未來進行闡述說道：「打破一戶一冰箱的思維，由社區共用一個大冰箱來省電；水資源不一定要用於發電，面對酷熱的夏天，可以直接將台灣東海岸又深又冷的海水引至西岸冷卻大都會。」[49]
- 2021年，李遠哲將自己的諾貝爾獎牌捐贈予臺灣歷史博物館作常設展出。[50]

## 延伸閱讀
- 李敖. . 李敖出版社. 2000: 272. ISBN 9575100875.
- 李遠哲; 藍麗娟. . 圓神. 2016: 992  [2017-04-18]. ISBN 9789861335957. （原始内容存档于2020-10-10）.

## 外部連結
- 諾貝爾基金會諾貝爾獎得主介紹 （页面存档备份，存于）
- 中央研究院院長介紹 （页面存档备份，存于）
- 李遠哲與台灣首次政黨輪替 （页面存档备份，存于）, 玉山社, 2013
- 台灣話題人物篇-大千聞人錄-李遠哲 （页面存档备份，存于）
- 演講：
  - 「學術研究的心路歷程」演講會
  - 李遠哲與大學、高中理科學生座談紀錄[永久]
  - 一位科學家成長的過程－李遠哲教授淡大演講稿[永久]
  - ノーベル化学賞受賞者　李遠哲先生インタビュー [永久]

| 學術機關職務  | 學術機關職務                                         | 學術機關職務  |
| ------------- | ---------------------------------------------------- | ------------- |
| 中央研究院    |                                                      |               |
| 前任： 吴大猷 | 中央研究院院長 第7、8任 1994年1月15日—2006年10月30日 | 繼任： 翁啟惠 |